# Arvid Noe
Arne Vidar Røed, conhecido na literatura médica como Arvid Darre Noe (23 de julho de 1946 – Horten, 24 de abril de 1976), foi um marinheiro e caminhoneiro norueguês que se tornou um dos primeiros casos conhecidos de HIV/AIDS. O seu caso foi o primeiro confirmado de HIV contraído na Europa, muito embora a doença não tenha sido identifica à época de sua morte. O vírus foi espalhado para sua esposa e sua filha mais nova: ambas também morreram; este foi o primeiro caso documentado de AIDS contraída por um grupo de pessoas antes da epidemia do início da década de 1980. Os pesquisadores que estudaram os casos referiram-se a Røed como o "marinheiro norueguês" e através do anagrama "Arvid Noe" para manter sua identidade em segredo: o seu nome verdadeiro, Arne Vidar Røed, só se tornou conhecido após sua morte.

## Doença e morte
Røed começou a trabalhar como marinheiro em 1961, quando tinha 15 anos de idade. Por volta de 1968, Røed já não trabalhava mais no serviço marítimo e passara a trabalhar como caminhoneiro, rodando por boa parte da Europa (principalmente na então Alemanha Ocidental). Em 1968 Røed começou a sofrer com dores nas juntas, linfedema e infecções pulmonares (1968 também foi o ano em que o adolescente americano Robert Rayford apresentou os primeiros sintomas; mais tarde, ele foi identificado como o primeiro caso de AIDS na América do Norte). A condição médica de Røed estabilizou-se com tratamento até 1975, quando seus sintomas voltaram a piorar. Ele desenvolveu dificuldades motoras e demência, falecendo em 24 de abril de 1976. Sua esposa também adoecera com os mesmos sintomas, morrendo em dezembro daquele ano. Embora os dois filhos mais velhos não tenham nascido infectados, a terceira, uma menina, morreu em 4 de janeiro de 1976 aos oito anos de idade, tendo sido a primeira pessoa que morreu de complicações da AIDS de forma documentada fora dos Estados Unidos. Røed, sua esposa e sua filha foram enterrados em Borre, Vestfold, Noruega.

## Investigações posteriores
Aproximadamente uma década após a morte de Røed, testes feitos pelo dr. Stig Sophus Frøland, do Hospital Nacional de Oslo,  a partir de amostras de sangue de Røed, sua filha e sua esposa, todos deram resultado positivo para HIV.
Baseando-se em pesquisas conduzidas após sua morte, acredita-se que Røed tenha contraído HIV em Camarões em 1961 ou 1962, onde se sabe que ele era sexualmente ativo com muitas mulheres locais, inclusive prostitutas. Røed foi infectado com o  HIV-1 grupo O, que se sabe ter sido prevalente em Camarões no início da década de 1960.
Durante seu período como caminhoneiro, de 1968 ta 1972, Røed manteve atividade sexual com muitas prostitutas e quase certamente passou o HIV a elas; por sua vez, estas mulheres quase certamente passaram a doença a outros clientes.